# کارل دیوید گوت-لوسیاک
کارل دیوید گوت-لوسیاک یک روزنامه نگار اتریشی-آمریکایی است. کارل به واسطه هایی مثل روزنامه بریتانیایی گاردین و واشنگتن پست کمک کرد و به مدت 3 سال در نیکاراگوئه پایدار بود. 
گوت-لوسیاک قربانی یک پویش هدفمند آزار و اذیت آنلاین و تهدیدات پیروان اورتگا بود و آدرس وی به صورت آنلاین انشار یافت.   این پویش توسط کمیته حفاظت از خبرنگاران محکوم شد.  مثل تیم راجرز ، یک خبرنگار آمریکایی که مجبور به اخراج نیکاراگوئه شد، گوت-لوسیاک نیزهم توسط افسران مجری قانون متهم به کار برای آژانس اطلاعات مرکزی (سیا) شد و بعد از آن اخراج شد. یکی از افسران پلیس ادعا نمود که به دلیل شرکت در تظاهرات غیرقانونی و پخش اطلاعات اشتباه از کشور تبعید شده. 